# Ludwik Wasilkowski
Ludwik Franciszek Wasilkowski (imię zakonne: Aleksander, ur. 24 maja 1890 w Sławkowie, zm. 15 lipca 1942 w Opocznie) – polski teolog, profesor Seminarium Duchownego we Włocławku, autor podręcznika dogmatyki Prawdy katolickie.

## Życiorys
Był synem lekarza Czesława Wasilkowskiego i Aleksandry z Chmielewskich. Uczęszczał do Gimnazjum Sobieskiego w Krakowie, a maturę zdał w 1909. 24 sierpnia 1909 zaczął nowicjat u jezuitów w Starej Wsi. 22 czerwca 1910 przerwał go z uwagi na słaby stan zdrowia. W 1910 wstąpił do Seminarium Duchownego we Włocławku (od razu na trzeci rok). 14 czerwca 1914 otrzymał święcenia kapłańskie i krótko pracował w Choczu. W 1915 pojechał do szwajcarskiego Fryburga, gdzie kontynuował naukę, otrzymał świadectwo nauczyciela historii powszechnej i doktoryzował się 5 grudnia 1918 na podstawie pracy Das Priesterturm nach der Lehre des hl. Cyprians von Karthago.
W 1919 wrócił do Włocławka, gdzie został profesorem tamtejszego Seminarium Duchownego, wykładając patrologię, teologię dogmatyczną, język niemiecki (umiał go perfekcyjnie) i język grecki. Jednym z jego uczniów był Stefan Wyszyński. Był współzałożycielem Stowarzyszenia Księży Charystów Diecezji Włocławskiej (1919). Oprócz tego był prefektem gimnazjum żeńskiego Aspisówny (1923-1926) oraz Państwowej Szkoły Technicznej (1926-1927). Od 1929 nauczał też w diecezjalnym Niższym Seminarium (Liceum Piusa X). W roku akademickim 1928-1929 dojeżdżał również z wykładami na KUL (historia Kościoła). Publikował w Ateneum Kapłańskim, pracował jako cenzor ksiąg religijnych oraz był członkiem Consilii a vigilantia.
31 sierpnia 1933 wniósł prośbę o przyjęcie do jezuitów (prowincji małopolskiej). W tym czasie przygotowywał swą (nigdy nie zrealizowaną) habilitację, De missione invisibili Spiritus Sancti secundum S. Thomam Aquinatem. 15 kwietnia 1934, po oszacowaniu swoich możliwości, zawiadomił prowincjała jezuitów o rezygnacji z wstąpienia do tego zakonu. Miast tego 16 kwietnia 1934 rozpoczął (jako tercjarz) postulat u franciszkanów w Wieliczce. Śluby czasowe złożył jako brat Aleksander. Wykładał tam teodyceę, apologetykę i dogmatykę. W 1938, po wygaśnięciu ślubów, opuścił franciszkanów i przeniósł się we wrześniu do filipinów w Gostyniu. W sierpniu 1939 wyjechał do Lwowa, gdzie kończył się druk jego podręcznika dogmatyki Prawdy katolickie. 
Podczas pobytu w Warszawie zastała go II wojna światowa. Został zatrzymany przez Niemców jako zakładnik, ale po kilku tygodniach opuścił więzienie. Nie mógł pojechać do Gostynia, z uwagi na granice wprowadzone przez okupanta, udał się więc do Studzianny, gdzie przybył 9 marca 1940. W kwietniu 1940 został, wraz z czterema innymi filipinami, aresztowany w związku z podejrzeniem o współpracę z partyzantami Henryka Hubala Dobrzańskiego (w istocie kapelanem Hubalczyków był kapłan ze Studzianny). Dzięki negocjacjom Wasilkowskiego, który perfekcyjnie władał językiem niemieckim, księży wkrótce zwolniono. Latem 1942 otrzymał zezwolenie na wyjazd do Sławkowa, do matki, ale w pociągu zaraził się tyfusem plamistym. Został umieszczony w szpitalu w Opocznie, gdzie zmarł. Pochowany został na cmentarzu w Studziannie.
Był posiadaczem obfitego księgozbioru, liczącego około 1500 tomów, który uległ zagładzie lub rozproszeniu w czasie II wojny światowej.

## Podręcznik dogmatyki
Jego podręcznik dla szkół średnich Prawdy katolickie. Podręcznik dogmatyki, wydrukowany w sierpniu 1939, był nowatorski pod względem ustosunkowania się do teorii o ewolucji ciała ludzkiego. Pisał: Ewolucjonizm umiarkowany, o ile przyjmuje interwencję Bożą w uformowaniu świata, duszy ludzkiej, a także ciała ludzkiego, jest teorią przyrodniczą zgodną z nauką kościelną. Kładł nacisk na logiczny wykład wiary katolickiej, a nie przekazanie możliwie jak największej liczby faktów. Prawdy wiary układał tak, by konsekwentnie wynikały jedna z drugiej. Jako cel wydania wskazał: Katolik, miłujący swoją wiarę i Kościół, musi być rozumowo przygotowany do obrony wyznawanych przez siebie zasad i ideałów. Ukazywał z tego punktu widzenia niesłuszność twierdzeń materialistycznych. 
Z uwagi na rozpoczęcie II wojny światowej podręcznik nie wszedł do użytku szkolnego.